# 今川義順
今川 義順（いまがわ よしより）は、江戸時代の高家旗本。今川家22代当主。

## 生涯
文化7年（1810年）、今川義用の長男として生まれる。天保元年（1830年）2月14日、徳川家斉に初御目見する。
天保11年（1840年）4月4日、前年に没した父の遺跡を相続する。表高家に列したが、天保12年（1841年）5月9日に死去、32歳。長延寺に葬られた。

## 系譜
4男1女あり、三男の範叙を除き夭折した。
妻
- 正室：松浦清の娘・機（はた）[2]
文化11年7月8日（1814年8月22日）生まれ。のちに離婚。明治20年（1887年）8月27日没。

子女
- 龍王丸
天保2年（1831年）生まれ。天保5年（1833年）1月17日没、享年4。法名：廓照院殿了然禅童子。
- 彦丸
天保6年（1834年）8月23日没。法名：錦繍院殿文山禅童子。
- 今川範叙
- 男子
天保10年（1839年）1月19日没。法名：岩雪禅童子。
- 女子
天保11年（1840年）1月11日没。法名：玉泉禅童女。